# Paul Gallacher
Paul Gallacher (Deaconsbank, Escocia; 16 de agosto de 1979) es un exfutbolista escocés. Jugaba de portero y es el entrenador de arqueros del Heart of Midlothian desde 2016.

## Selección nacional
Ha sido internacional con la Selección de fútbol de Escocia, ha jugado 7 partidos internacionales.

## Clubes

### Como jugador
| Club                           | País       | Año       |
| ------------------------------ | ---------- | --------- |
| Dundee United                  | Escocia    | 1997-2004 |
| Airdrieonians FC (préstamo)    | Escocia    | 1999-2000 |
| Norwich City                   | Inglaterra | 2004-2007 |
| Gillingham FC (préstamo)       | Inglaterra | 2004      |
| Sheffield Wednesday (préstamo) | Inglaterra | 2005      |
| Dunfermline Athletic(préstamo) | Escocia    | 2007      |
| Dunfermline Athletic           | Escocia    | 2008-2009 |
| St. Mirren FC                  | Escocia    | 2009-2011 |
| Dunfermline Athletic           | Escocia    | 2011-2013 |
| Ross County                    | Escocia    | 2013      |
| Partick Thistle                | Escocia    | 2013-2016 |
| Heart of Midlothian            | Escocia    | 2016-2017 |

### Como entrenador de porteros
| Club                | País    | Año           |
| ------------------- | ------- | ------------- |
| Alloa Athletic      | Escocia | 2012-2013     |
| Partick Thistle     | Escocia | 2013-2016     |
| Heart of Midlothian | Escocia | 2016-presente |